# エリザベス・レゾリューツ
エリザベス・レゾリューツ（Elizabeth Resolutes）は、1873年にアメリカ合衆国ニュージャージー州エリザベスを本拠地とし、ナショナル・アソシエーションに所属していたプロ野球チーム。

## 球団史
1866年に創設されたアマチュアチーム『レゾリュート・ベース・ボール・クラブ』が起源。1873年にシンシナティ・レッドストッキングスの選手だったダグ・アリソンらを迎え入れてプロ球団となり、ナショナル・アソシエーションに加盟した。
投手のヒュー・キャンベルはプロの経歴はなかったが防御率2.84とそこそこの活躍をする。しかし守備が足を引っ張ったようでなかなか勝てなかった（記録によるとチームの自責点74に対し、失点が299にも及ぶ）。同年8月にチームが破綻するまでの間に、プロのリーグでは2勝しかできなかったが、そのうちの1勝は、1873年7月4日のボストン・レッドストッキングス（この年勝率7割以上でリーグを2連覇した）とのダブルヘッダー第1試合を11対2で勝利するという『大番狂わせ』だった（ちなみに第2試合は3対32と大敗を喫している）。

## 戦績
※順位は勝利数による。
| 年度   | リーグ | 試合 | 勝利 | 敗戦 | 勝率 | 順位 | 監督           | 本拠地              |
| ------ | ------ | ---- | ---- | ---- | ---- | ---- | -------------- | ------------------- |
| 1873年 | NA     | 23   | 2    | 21   | .087 | 8位  | ダグ・アリソン | Waverly Fairgrounds |

## 所属した主な選手
- アート・アリソン：クリーブランドから移籍、プロ経歴は1876年まで。通算打率.254。
- ダグ・アリソン：アート・アリソンの兄。プロ経歴は1883年まで。通算打率.272。

## 主な球団記録
- 通算安打数：32（アート・アリソン）
- 通算打点数：11（アート・アリソン、ヘンリー・オースチン）
- 通算勝利数：2（ヒュー・キャンベル）